# توسکای سفید
توسکای سفید (نام علمی: Alnus rhombifolia) نام یک گونه از سرده توسکا است.